# Ottawa-Centre
Pour les articles homonymes, voir Ottawa (homonymie).
Circonscription électorale fédérale du Canada
Ottawa-Centre ((en) Ottawa Centre) est une circonscription électorale fédérale et provinciale en Ontario (Canada).
La circonscription englobe le centre-ville d'Ottawa au nord-ouest de la rivière Rideau. 
Les circonscriptions limitrophes sont Ottawa-Ouest—Nepean, Ottawa-Sud et Ottawa—Vanier, ainsi que la circonscription fédérale de Hull—Aylmer. 

## Résultats électoraux
|       | Candidat                   | Parti             | # de voix | % des voix |
|       | Damian Konstantinakos      | Conservateur      | +10 943,  | 14,49 %    |
|       | Catherine Mary McKenna     | Libéral           | +32 211,  | 42,66 %    |
|       | (X) Paul Dewar             | NPD               | +29 098,  | 38,54 %    |
|       | Tom Milroy                 | Vert              | +02 246,  | 2,97 %     |
|       | Stuart Ryan                | Communiste        | +00124,   | 0,16 %     |
|       | Conrad Lukawski            | Rhinocéros        | +00167,   | 0,22 %     |
|       | John Andrew Omowole Akpata | Marijuana         | +00160,   | 0,21 %     |
|       | Dean T. Harris             | Parti libertarien | +00551,   | 0,73 %     |
| Total | Total                      | Total             | 75 500    | 100 %      |

|       | Candidat              | Parti              | # de voix | % des voix |
|       | Damian Konstantinakos | Conservateur       | +14 063,  | 21,68 %    |
|       | Scott Bradley         | Libéral            | +13 049,  | 20,12 %    |
|       | (x) Paul Dewar        | NPD                | +33 805,  | 52,11 %    |
|       | Jen Hunter            | Vert               | +03 262,  | 5,03 %     |
|       | Stuart Ryan           | Communiste         | +00109,   | 0,17 %     |
|       | John Andrew Akpata    | Marijuana          | +00326,   | 0,5 %      |
|       | Pierre Soublière      | Marxiste-léniniste | +00044,   | 0,07 %     |
|       | Romeo Bellai          | Indépendant        | +00210,   | 0,32 %     |
| Total | Total                 | Total              | 64 868    | 100 %      |

|       | Candidat           | Parti              | # de voix | % des voix |
|       | Brian McGarry      | Conservateur       | +15 063,  | 23,59 %    |
|       | Penny Collenette   | Libéral            | +16 634,  | 26,05 %    |
|       | (x) Paul Dewar     | NPD                | +25 347,  | 39,69 %    |
|       | Jen Hunter         | Vert               | +06 348,  | 9,94 %     |
|       | John Andrew Akpata | Marijuana          | +00378,   | 0,59 %     |
|       | Pierre Soublière   | Marxiste-léniniste | +00093,   | 0,15 %     |
| Total | Total              | Total              | 63 863    | 100 %      |

## Historique
La circonscription d'Ottawa-Centre a été créée en 1966 à partir des circonscriptions de Carleton, Ottawa-Ouest et Ottawa-Est.
| Législature                                                 | Années       | Député      | Député            | Parti                     |
| ----------------------------------------------------------- | ------------ | ----------- | ----------------- | ------------------------- |
| Ottawa-Centre issue de Carleton, Ottawa-Ouest et Ottawa-Est |              |             |                   |                           |
| 28e                                                         | 1968–1972    |             | George McIlraith  | Libéral                   |
| 29e                                                         | 1972–1974    | Hugh Poulin |                   | Libéral                   |
| 30e                                                         | 1974–1978    | Hugh Poulin |                   | Libéral                   |
| 30e                                                         | 1978-1979    |             | Robert de Cotret  | Progressiste-conservateur |
| 31e                                                         | 1979–1980    |             | John Leslie Evans | Libéral                   |
| 32e                                                         | 1980–1984    |             | John Leslie Evans | Libéral                   |
| 33e                                                         | 1984–1988    |             | Michael Cassidy   | NPD                       |
| 34e                                                         | 1988–1993    |             | Mac Harb          | Libéral                   |
| 35e                                                         | 1993–1997    |             | Mac Harb          | Libéral                   |
| 36e                                                         | 1997–2000    |             | Mac Harb          | Libéral                   |
| 37e                                                         | 2000–2004    |             | Mac Harb          | Libéral                   |
| 38e                                                         | 2004–2006    |             | Ed Broadbent      | NPD                       |
| 39e                                                         | 2006–2008    | Paul Dewar  |                   | NPD                       |
| 40e                                                         | 2008–2011    | Paul Dewar  |                   | NPD                       |
| 41e                                                         | 2011–2015    | Paul Dewar  |                   | NPD                       |
| 42e                                                         | 2015–2019    |             | Catherine McKenna | Libéral                   |
| 43e                                                         | 2019–2021    |             | Catherine McKenna | Libéral                   |
| 44e                                                         | 2021–Présent | Yasir Naqvi |                   | Libéral                   |

## Circonscription provinciale
Depuis les élections provinciales ontariennes du 4 octobre 2007, l'ensemble des circonscriptions provinciales et des circonscriptions fédérales sont identiques.